# Renato Brozzi
Renato Brozzi (Traversetolo, 7 agosto 1885 – Traversetolo, 21 giugno 1963) è stato uno scultore, incisore e orafo italiano.

## Biografia
Apprese il mestiere di cesellatore da giovanissimo in una fonderia di bronzi e lavorò poi per una bottega di antiquariato. Sostenuto e incoraggiato dal pittore Daniele de Strobel, frequentò l'Accademia di Belle Arti di Parma, dove ebbe come maestro Cecrope Barilli, diplomandosi in soli tre anni mentre il corso ne prevedeva cinque.
Trasferitosi a Roma nel 1907, vi rimase con la famiglia per oltre 50 anni. Frequentò la Scuola d'Arte della Medaglia presso le officine della Zecca di Stato, dove perfezionò la tecnica dell'incisione. Fu molto amico del conterraneo Amedeo Bocchi e abitò assieme a lui in una delle case-studio della Villa Strohl Fern. Divise con lui anche uno studio sulla via Flaminia e frequentarono insieme la fiaschetteria toscana in via della Croce, luogo di ritrovo di artisti e letterati tra i quali Papini, Soffici, Ungaretti e Cardarelli (nel locale esiste una targa sbalzata dal Brozzi).
Nel 1915 vinse una medaglia d'oro alla Mostra Internazionale di Belle Arti di San Francisco. Nel 1917, alle mostre individuali indette dalla Permanente di Milano (dove già aveva esposto nel 1910), espose cinquantaquattro opere tra pastelli, targhe in rame e piatti d'argento. Nel 1919 disegnò il rovescio della moneta da 10 centesimi di lira, raffigurante un'ape posata su un fiore di papavero.
I suoi lavori richiamarono l'attenzione di Gabriele D'Annunzio, che dal 1920 lo volle come suo scultore e orafo personale. Brozzi adornò la residenza del poeta a Cargnacco di Gardone Riviera e realizzò diverse sculture e altre opere che spesso il poeta donava agli amici.
Tra le sue opere più famose si hanno:
- la Coppa del Benaco, premio per gare di idrovolanti sul lago di Garda commissionato da D'Annunzio (1921);
- la Coppa del Liutaio, premio per gare di canottaggio donato da D'Annunzio alla Società Canottieri Garda di Salò (1922);
- la Vittoria angolare, monumento ai caduti della prima guerra mondiale collocato sullo spigolo del palazzo municipale di Traversetolo (1922-1923)
- la Vittoria alata, monumento ai caduti della prima guerra mondiale situato a Casarano (1923-1927);
- il Gladio romano, donato al re del Belgio Alberto I dall'Associazione Mutilati Italiani (1926);
- la Coppa Giuseppino Faelli, premio per le gare da sci dei Balilla (1927);
- la Meravigliosa Cheli, enorme tartaruga commissionata da D'Annunzio (1928);
- la Coppa con aironi, una coppia di piatti e due urne per votazioni segrete, posizionate nella Sala Bocchi del palazzo della Cassa di Risparmio di Parma (1928);
- la Vittoria angolare, collocata sulla nave Puglia del Vittoriale degli italiani (1929);
- il monumento a Fabio Bocchialini, posto sulla cime del monte Caio (1933);
- la Vittoria del frumento, statuetta in oro massiccio per il vincitore della battaglia del grano (1933);
- una campana, donata a una chiesa cattolica di Addis Abeba dal Sindacato Farmacisti Italiani (1938);
- il Trofeo Martini, premio per una gara motonautica a Detroit (1939).

Nel 1936 restaurò assieme a Mario Minari il Tesoro di Marengo di Fraschetta, poi trasferito nel Museo di antichità di Torino.
Vinse numerosissimi premi e partecipò a mostre in tutto il mondo, tra cui la Biennale di Venezia, cui presenziò per l'ultima volta nel 1954. In seguito, pur continuando a lavorare, rifiutò altri appuntamenti, ritirandosi in un isolamento volontario; nel 1962 tornò nel paese natio del Parmense, ove morì l'anno successivo, lasciando tutte le opere scultoree, pittoriche e grafiche ancora in suo possesso all'amministrazione comunale di Traversetolo.
Nel 1990 il Comune allestì nel palazzo municipale il museo Renato Brozzi, spostato nel 2007 all'interno del centro civico La Corte; le sale espongono le opere donate dall'artista, comprendenti anche la cospicua corrispondenza con Gabriele D'Annunzio.